# Josh Jooris
Joshua "Josh" Jooris, född 14 juli 1990, är en kanadensisk professionell ishockeyspelare som är kontrakterad till Toronto Maple Leafs i NHL och spelar för deras primära samarbetspartner Toronto Marlies i AHL.
Han har tidigare spelat på NHL-nivå för Pittsburgh Penguins, Carolina Hurricanes, Arizona Coyotes, New York Rangers och Calgary Flames och på lägre nivåer för Wilkes-Barre/Scranton Penguins, Charlotte Checkers, Adirondack Flames och Abbotsford Heat i AHL och Union Dutchmen (Union College) i NCAA.
Jooris blev aldrig draftad av någon NHL-organisation.
1 juli 2017 skrev han på ett ettårskontrakt med Carolina Hurricanes.
Han blev tradad av Hurricanes till Pittsburgh Penguins den 26 februari 2018 i utbyte mot Greg McKegg.
Jooris skrev som free agent på ett ettårskontrakt värt 650 000 dollar med Toronto Maple Leafs den 1 juli 2018.

## Statistik
| 2008–09     | Burlington Cougars             | OJHL        | 42  | 8  | 26 | 34  | 36 | 8  | 1 | 7  | 8  | 12 |
| 2009–10     | Burlington Cougars             | CCHL        | 50  | 26 | 90 | 116 | 42 | 12 | 5 | 10 | 15 | 10 |
| 2010–11     | Union Dutchmen                 | NCAA        | 40  | 9  | 23 | 32  | 18 | —  | — | —  | —  | —  |
| 2011–12     | Union Dutchmen                 | NCAA        | 38  | 8  | 20 | 28  | 30 | —  | — | —  | —  | —  |
| 2012–13     | Union Dutchmen                 | NCAA        | 39  | 12 | 16 | 28  | 46 | —  | — | —  | —  | —  |
| 2013–14     | Abbotsford Heat                | AHL         | 73  | 11 | 16 | 27  | 67 | 1  | 0 | 0  | 0  | 2  |
| 2014–15     | Calgary Flames                 | NHL         | 60  | 12 | 12 | 24  | 16 | 9  | 0 | 0  | 0  | 4  |
|             | Adirondack Flames              | AHL         | 2   | 0  | 0  | 0   | 0  | —  | — | —  | —  | —  |
| 2015–16     | Calgary Flames                 | NHL         | 59  | 4  | 9  | 13  | 39 | —  | — | —  | —  | —  |
| 2016–17     | New York Rangers               | NHL         | 12  | 1  | 1  | 2   | 6  | —  | — | —  | —  | —  |
|             | Arizona Coyotes                | NHL         | 42  | 3  | 7  | 10  | 10 | —  | — | —  | —  | —  |
| 2017–18     | Carolina Hurricanes            | NHL         | 31  | 3  | 3  | 6   | 16 | —  | — | —  | —  | —  |
|             | Charlotte Checkers             | AHL         | 5   | 0  | 3  | 3   | 2  | —  | — | —  | —  | —  |
|             | Pittsburgh Penguins            | NHL         | 9   | 0  | 0  | 0   | 0  | —  | — | —  | —  | —  |
|             | Wilkes-Barre/Scranton Penguins | AHL         | 6   | 1  | 0  | 1   | 4  | 3  | 0 | 1  | 1  | 0  |
| 2018–19     | Toronto Marlies                | AHL         | —   | —  | —  | —   | —  | —  | — | —  | —  | —  |
| NHL totalt  | NHL totalt                     | NHL totalt  | 213 | 23 | 32 | 55  | 87 | 9  | 0 | 0  | 0  | 4  |
| AHL totalt  | AHL totalt                     | AHL totalt  | 86  | 12 | 19 | 31  | 73 | 4  | 0 | 1  | 1  | 2  |
| NCAA totalt | NCAA totalt                    | NCAA totalt | 117 | 29 | 59 | 88  | 94 | —  | — | —  | —  | —  |